# Kuropalat
Kuropalat (grško: κουροπαλάτης [kouropalates], iz latinskega cura palatii, [tisti, ki] skrbi za palačo), bizantinski dvorni naslov, od vladavine cesarja Justinijana I. (527–565) do obdobja Komnenov (1081–1185) eden najvišjih dvornih naslovov. Kuropalatova soproga je bila kouropalatissa. 

## Zgodovina in vsebina naslova
Naslov koropalata v latinski obliki curopalati se je prvič pojavil v zgodnjem 5. stoletju. Curopalati je bil podrejen uradnik vira spectabilisa, ki je bil po položaju pod castrensisom palatii, zadolženim za vzdrževanje cesarske palače. Položaj je ustrezal zahodnoevropskemu  majordomu. Ko je Justinijan I. leta 522 za kuropalata imenoval svojega nečaka in naslednika Justina II., je naslov dobil dodaten sijaj in postal eden od najbolj poveličevanih dostojanstvenikov, po položaju takoj za cezarjem in nobilisimom. Rezerviran je bil samo za člane cesarske družine, podeljevali pa so ga tudi pomembnim tujim vladarjem, pogosto s Kavkaza. Od 580. do 1060. let je naslov dobilo kar šestnajst vladajočih knezov in kraljev Kavkaške Iberije, po letu 635 pa je naslov dobilo tudi več armenskih dinastov.
Po podatkih iz Filotejevega Kletorologija, ki je bil napisan leta 899, so bile insignije kuropalata rdeča tunika, plašč in pas, ki jih je dobil kot cesarjevo darilo. Položaj je v 11. in 12. stoletju izgubil svoj prejšnji ugled, ker so ga začeli podeljevati generalom, ki niso bili iz cesarjeve družine. Njegovo funkcijo je postopoma prevzel protovestiarij, katerega prvotna vloga je bila omejena na skrb za cesarjevo osebno garderobo. Kuropalat je preživel do obdobja Paleologov, vendar se je uporabljal bolj redko.

## Pomembni bizantinski kuropalati
- Justin II. med vladanjem njegovega strica Justinijana I. (527–565)[9]
- Baduarij, zet cesarja Justina II. (565–578)[10]
- Peter, brat cesarja Mavricija (582–602)[9]
- Domentziol, nečak cesarja Fokasa  (602–610)[9]
- Teodor, brat cesarja Heraklija  (610–641)[9]
- Artabasd, pod cesarjem Leonom III. Izavrijcem (717–741)[9]
- Mihael I. Rangab, zet cesarja Nikiforja I. (802–811)[9]
- Bardas, stric in regent za cesarja Mihaela III. (842–867).[9]
- Leon Fokas mlajši, general in brat cesarja Nikiforja II. Fokasa (963–969)[9]